# Lucy Ayoub
Lucy Ayoub (Hebreeuws: לוסי איוב, Arabisch: لوسي ايوب) (Haifa, 21 juni 1992) is een Israëlisch (radio)presentatrice en dichter. Ze is werkzaam voor Keshet Media Group. Ayoub presenteerde samen met Assi Azar, Bar Refaeli en Erez Tal het Eurovisiesongfestival 2019.

## Biografie

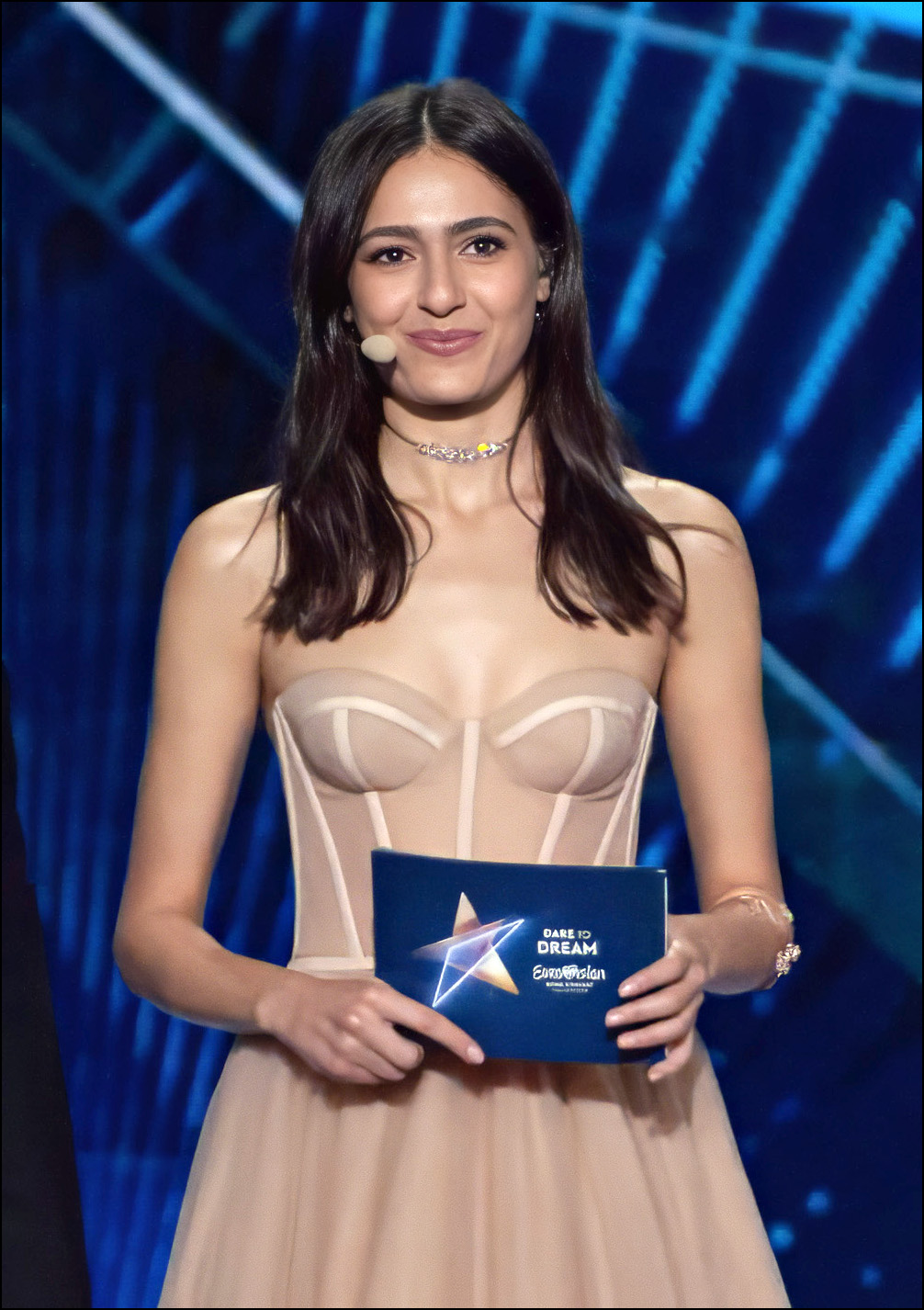
Ayoub presenteert het Eurovisiesongfestival 2019 in Tel Aviv

Ayoub verwierf voor het eerst publieke bekendheid door een aantal van haar dichtwerken voor te lezen tijdens een Israëlische poetryslam in 2016. In hetzelfde jaar voegde ze zich bij de Israeli Public Broadcasting Corporation (IPBC) en begon ze met schrijven en maken van video's. Een jaar later begon Ayoub ook met het presenteren van een wekelijks cultureel programma op het radiostation. Ook presenteerde ze het dagelijkse televisieprogramma Culture Club op de televisiezender Kan 11.
In 2018 was Ayoub de puntengever van Israël op het Eurovisiesongfestival 2018. Haar optreden leverde haar kritiek op van de Israëlische minister van cultuur en sport, Miri Regev, die Ayoub verweet Arabisch te hebben gesproken en Jeruzalem niet te hebben genoemd tijdens het livemoment. Israël won het liedjesfestijn met het nummer Toy gezongen door Netta Barzilai. Dit betekende dat ze daarmee ook het recht wonnen om in het volgende jaar het eurovisiesongfestival in Israël te organiseren.
Op het Eurovisiesongfestival 2019 was Ayoub een van de presentatoren actief in de Green room samen met Assi Azara, terwijl Erez Tal en Bar Refaeli het liedjesfestijn presenteerden. Al eerder presenteerde Ayoub samen met Azar de loting voor de halve finales in het Tel Aviv Museum of Art.
Ayoub speelde in 2021 een rol in het vierde seizoen van de Netflix televisieserie Fauda. In hetzelfde jaar verliet ze IPBC en stapte ze over naar Keshet.

## Privé
Ayoub woont in Tel Aviv samen met haar verloofde. Ze spreekt Arabisch en Hebreeuws.